# Andrij Romodanow
Andrij Petrowytsch Romodanow (ukrainisch Андрій Петрович Ромоданов, russisch Андрей Петрович Ромоданов Andrei Petrowitsch Romodanow; * 11. November 1920 in Lubny, Ukrainische SSR, Sowjetunion; † 5. August 1993 in Kiew, Ukraine) war ein sowjetisch-ukrainischer Wissenschaftler und Neurochirurg. Er war Begründer der neurochirurgischen Schule in der Ukraine, Doktor der medizinischen Wissenschaften (1963), Professor (1964) und Mitglied der Akademie der Medizinischen Wissenschaften der Ukrainischen SSR (1974).

## Leben
Andrij Romodanow kam in Lubny in der zentralukrainischen Oblast Poltawa als Sohn eines Priesters zur Welt. 1942 absolvierte er das Kiewer Medizinische Institut und wurde dann nach Tscheljabinsk evakuiert. Anschließend war er bis 1945 als Militärchirurg während des Zweiten Weltkriegs in der Roten Armee tätig. Nach dem Krieg begann er 1946 seine Tätigkeit am Kiewer Institut für Neurochirurgie. Zwischen 1949 und 1951 war er Abteilungsleiter der organisatorischen und methodischen Abteilung und in den Jahren von 1951 bis 1964 war er stellvertretender Direktor für wissenschaftliche Arbeit. Seit 1964 war er Direktor des Forschungsinstituts für Neurochirurgie, das heutige Institut für Neurochirurgie der Nationalen Akademie der Medizinischen Wissenschaften der Ukraine, benannt nach „A. P. Romodanow“ und widmet sich den Themen pädiatrische Neurochirurgie, Chirurgie von Traumata und Gefäßen des Gehirns sowie Epilepsie und funktionelle Neurochirurgie. 1974 wurde er Akademiker der Akademie der Medizinischen Wissenschaften der Ukrainischen SSR. Andrij Romodanow starb 72-jährig in Kiew und wurde dort auf dem Baikowe-Friedhof bestattet.

## Werk
Romodanow war der Begründer der neurochirurgischen Schule in der Ukraine. Seine Forschung befasst sich mit der Diagnose und Behandlung von Krankheiten und Läsionen des Nervensystems, inklusive bösartiger Tumore, Gefäßerkrankungen sowie Verletzungen des Hirns.
Romodanow verfasste über 450 wissenschaftlichen Arbeiten, darunter 24 Monographien. Er schuf 23 Innovationen für die Neuroonkologie, Gefäßpathologie des Gehirns, Neurochirurgie im Kindesalter, Neurotrauma, funktionelle und restaurative Neurochirurgie, sowie zur Verbesserung der neurochirurgischen Leistungen in der Ukraine.
Unter Romodanows Aufsicht wurden 30 Doktorarbeiten sowie 52 Dissertationen abgeschlossen. Seine Hauptwerke sind: Tumore des Rückenmarks (1976), Generische traumatische Hirnverletzung bei Neugeborenen (1981), Atlas der Operationen am Gehirn (1986), Atlas der topischen Diagnose von Erkrankungen des Nervensystems (1987), Neurochirurgisches Lehrbuch für medizinische Institute (1990), Craniocerebrales Trauma und immunologische Reaktivität eines Organismus (1991), Craniocerebrales Trauma und allgemeine somatische Pathologie (1992).

## Ehrungen
- Geehrter Wissenschaftler der USSR (1964)[5]
- Orden des Roten Banners der Arbeit (1966)[1]
- Leninorden (1976, 1980)[1]
- Staatspreis der Ukraine im Bereich Wissenschaft und Technologie (1978)[5]
- Held der sozialistischen Arbeit (1980)[5]
- Anlässlich seines 100. Geburtstages gab die Nationalbank der Ukraine 2020 ihm zu Ehren eine 2-Hrywnja-Gedenkmünze heraus.[6]